# François Châtelet
François Châtelet (1925 – 1985) fou un historiador de filosofia, filosofia política i professor de tradició socràtica. Fou el marit de la filòsofa Noëlle Châtelet, la germana de Lionel Jospin.
Començà amb Michel Foucault i Gilles Deleuze al Departament de Filosofia de l'Université de Vincennes i fou cofundador del Collège international de philosophie. Sempre tingué la inquietud d'unir el seu pensament i les seves accions en un combat sense descans d'un home implicat amb el seu segle.
La seva concepció de la filosofia fa que sigui no un filòsof sinó un historiador de filosofia. A Une histoire de la raison, mostra el paper que jugà la filosofia en la constitució de la racionalitat occidental moderna. El seu Platon és una formidable invitació/iniciació al pensament del cèlebre filòsof grec Plató.

## Obres destacades
- Périclès et son siècle (Pèricles i el seu segle) (1960)
- Platon (Plató) (1965)
- Hegel (Hegel) (1968)
- La philosophie des Professeurs (La Filosofia dels Professors) (1970)
- Histoire de la philosophie (Història de la Filosofia) (1972-1973) 8 volums
- Une histoire de la raison (Una història de la raó)